# Fachagentur Wind und Solar
Die Fachagentur Wind und Solar ist ein eingetragener, gemeinnütziger Verein, der die natur- und umweltverträgliche Nutzung der Windenergie an Land und der Solarenergie fördert.
Die Fachagentur Wind und Solar bearbeitet die Themen Planung und Genehmigung, Natur- und Artenschutz, Energiewirtschaft, Akzeptanz und Beteiligung. Sie arbeitet fakten-, rechtssprechungs- und wissenschaftsbasiert. Die Aktivitäten richten sich nach dem Klimaziel der Europäischen Union.

## Organisation
Ordentliche Vereinsmitglieder sind die Bundesrepublik Deutschland, vertreten durch das Bundesministerium für Wirtschaft und Klima sowie das Bundesministerium für Umwelt, Naturschutz, nukleare Sicherheit und Verbraucherschutz, alle 16 Länder, die kommunalen Spitzenverbände  Wirtschafts- und Naturschutzverbände sowie als fördernde Mitglieder Unternehmen der Energiewirtschaft. Im Jahr 2024 hatte der Verein insgesamt 52 Mitglieder.

## Projekte und Aktivitäten
Die Fachagentur Wind und Solar veröffentlicht regelmäßig Analysen zur Entwicklung der Windenergie an Land. Sie veröffentlicht Daten zur Dauer von Genehmigungsverfahren von Windenergieprojekten und zu den Kapazitäten stillgelegter Windenergieanlagen. Sie publiziert Besprechungen von Gerichtsentscheidungen, die von Experten des Runden Tisches Windenergie und Recht zusammenerstellt werden.
Seit 2015 initiiert die Fachagentur Wind und Solar jährlich eine Bevölkerungsumfrage zur Akzeptanz von Windenergieanlagen und wertet die repräsentative Umfrage aus.
Seit 2020 arbeitet die Fachagentur Wind und Solar in Arbeitsgruppen der Umweltministerkonferenz mit, um einen Rahmen zur Bemessung von Signifikanzschwellen zur Ermittlung einer signifikanten Erhöhung des Tötungsrisikos im Hinblick auf tötungsgefährdete Vogelarten an Windenergieanlagen vorzulegen. (Siehe z. B. Ergebnisprotokoll der 94. Umweltministerkonferenz am 15. Mai 2020, TOP 4 / 6.)
Seit 2021 veröffentlicht die Fachagentur Wind und Solar interaktive Karten, zum Beispiel zu den Flächenanteile, die die Länder für Windenergie nach Windenergieflächenbedarfsgesetz (WindBG) bereitstellen und in Zukunft ausweisen sollen.
Im Jahr 2021 hat die Fachagentur Wind und Solar einen Mustervertrag für die finanzielle Beteiligung von Kommunen an Erlösen von Windenergieanlagen nach § 6 Abs. 1 Nr. 1 EEG 2023 veröffentlicht.

## Geschichte
Der Verein wurde im Jahr 2013 auf Initiative des Bundes als „Fachagentur zur Förderung einer natur- und umweltverträglichen Nutzung der Windenergie an Land“ gegründet.
2024 wurde die Fachagentur Windenergie an Land erweitert zur Fachagentur Wind und Solar. Vereinsziel ist seitdem zusätzlich, Informationen zum Thema Photovoltaik-Freiflächenanlagen aufzubereiten. Die thematische Erweiterung hatte das Bundeswirtschaftsministerium 2023 in seiner Photovoltaik-Strategie geplant.

## Transparenz
Als sachverständige Organisation wird die Fachagentur Wind und Solar immer wieder um Stellungnahmen gebeten.

## Forschung
Die Fachagentur Wind und Solar arbeitet regelmäßig als Partner in Forschungsprojekten mit. In bereits abgeschlossenen Projekten wurden Forschungsergebnisse zu verschiedenen Themen erarbeitet: Prüfung der Machbarkeit einer typenunabhängigen Genehmigung von Windenergieanlagen, Prüfung des Schutzes windenergiesensibler Tierarten auf der Ebene der Flächenausweisung, und Entwicklung mathematisch-signalanalytischer Verfahren, mit denen die Störeinflüsse der Windenergieanlagen auf Wetterradare herausgerechnet werden können.